# Lloyd Keaser
Lloyd Keaser est un lutteur américain spécialiste de la lutte libre né le 9 février 1950 dans le Maryland.

## Biographie
Il remporte la médaille d'or des Championnats du monde de lutte 1973 et des Jeux panaméricains de 1975 dans la catégorie des moins de 68 kg.
Lors des Jeux olympiques d'été de 1976, il remporte la médaille d'argent en combattant dans la catégorie des -68 kg.